# Akodon mimus
Akodon mimus là một loài động vật có vú trong họ Cricetidae, bộ Gặm nhấm. Loài này được Thomas mô tả năm 1901. Chúng được tìm thấy ở Bolivia và Peru.